# سنت-ژان-دارک، سگنه-لاک-سن-ژان
سنت-ژان-دارک (به فرانسوی: Sainte-Jeanne-d'Arc) روستای در منطقه شهری ماریا-شاپدولن ناحیه سگنه-لاک-سن-ژان در استان کبک کانادا است. در سرشماری سال ۲۰۱۱ این روستا ۱٬۱۰۳ نفر جمعیت داشته‌است و مساحت آن ۲۷۰٫۸۸ کیلومتر مربع است.